# Mistrzostwa Polski w kolarstwie przełajowym 1936
Mistrzostwa Polski w kolarstwie przełajowym 1936 odbyły się w Łodzi.

## Wyniki
- Wacław Starzyński (Fort Bema)[1]
- Leon Szyc (Wima Łódź)
- Adolf Sobótko (KSZO Ostrowiec Świętokrzyski)